# ServiceIndustrien
ServiceIndustrien (SI) er et branchefællesskab under Dansk Industri. SI arbejder for at fremme serviceindustrielle virksomheders markedsmæssige position i og ud af Danmark. Ved en årlig generalforsamling vælges SI's bestyrelse blandt SI's medlemmer. For tiden er adm. direktør Claus Madsen, ABB A/S formand for betyrelsen.
SI blev stiftet 1. oktober 2005 under ledelse af direktør Frank Bill. Sekretariatet består desuden af chefkonsulent Jette Nøhr.